# 이영애 (법조인)
이영애(李玲愛, 1948년 9월 21일 ~ )는 대한민국의 법조인이며, 제35대 춘천지방법원 법원장을 지냈다.

## 생애
1948년 서울시에서 태어난 이영애는 경기여자고등학교와 서울대학교 법학과를 졸업하고 제13회 사법시험에서 여성으로는 최초로 수석 합격했다. 이후 1973년에 서울민사지방법원 판사에 임용되어 1980년 서울형사지방법원, 1982년 서울가정법원, 1984년 서울고등법원으로 전보되어 판사로 재직하다가 1988년 수원지방법원 부장판사에 임명되었다. 1992년에 사법연수원 교수에 임명되어 재직하다가 1995년에 대전지방법원, 1998년 특허법원, 서울고등법원에서 부장판사를 하였다.
1995년에 여성단체에서 사싱하는 올해의 여성상을 수상했던 이영애는 여성으로는 최초로 2004년 2월 11일에 법원장으로 승진하여 제35대 춘천지방법원 법원장에 취임하였다.
강금실 전 법무부 장관이 가톨릭으로 개종하면서 대모가 되어 주었다.

## 학력
- 1967: 경기여자고등학교
- 1971: 서울대학교 법학 학사
- 하버드대학교 법과대학원 법학 석사

## 경력
- 1971: 제13회 사법시험 합격
- 1973: 사법연수원 수료
- 1973: 서울민사지방법원 판사
- 1978: 서울민사지방법원 판사
- 1980: 서울형사지방법원 판사
- 1982: 서울가정법원 판사
- 1983: 인천지방법원 판사
- 1984: 서울고등법원 판사
- 1986: 대법원 재판연구관
- 1988: 수원지방법원 부장판사
- 1991: 서울지방법원 동부지원 부장판사
- 1992.02 ~ 1993.10: 사법연수원 교수
- 서울지방법원 부장판사
- 1993: 서울민사지방법원 부장판사
- 1995: 대전고등법원 부장판사
- 1998: 특허법원 부장판사
- 1999.10 ~ 2004.02: 서울고등법원 부장판사
- 2004.02 ~ 2004.08: 춘천지방법원 법원장
- 2004.09: 변호사이영애법률사무소 변호사
- 2005.10: 천주교 서울대교구 생명위원회 법조위원장
- 2006: 법무법인 바른 고문변호사
- 2006: 국제존타 서울1 클럽 회장
- 2008.02: 자유선진당 최고위원
- 2008.05 ~ 2012.05: 제18대 국회의원 (비례대표/자유선진당)
- 2010.06: 국회 환경노동위원회 위원
- 지식경제위원회 위원
- 선진통일당
- 2012: 법무법인 바른 고문변호사
- 2014: 법무법인 산지 고문변호사

## 역대 선거 결과
| 실시년도 | 선거  | 대수 | 직책     | 선거구   | 정당       | 득표수      | 득표율         | 순위         | 당락 | 비고 |
| -------- | ----- | ---- | -------- | -------- | ---------- | ----------- | -------------- | ------------ | ---- | ---- |
| 2008년   | 총선  | 18대 | 국회의원 | 비례대표 | 자유선진당 | 1,173,463표 | \| \| 6.84% \| | 비례대표 1번 |      | 초선 |
|          | 6.84% |      |          |          |            |             |                |              |      |      |

## 가족 관계
- 아버지: 이경호 (1917년 11월 1일 ~ 1987년 2월 28일)
- 배우자: 김찬진 (1941년 2월 24일 ~ 2025년 4월 20일)
  - 슬하: 김주연, 김재한, 김승연, 김은영, 김대한